# 市橋長道
市橋 長道（いちはし ながみち、弘化4年5月12日（1845年6月16日） - 没年不明）は、近江仁正寺藩（西大路藩）の世嗣。通称は信一郎。官位は従五位下主殿頭。
一族の市橋長賢の子。正室は市橋長和の長女鋼子。明治元年（1868年）7月26日、10代藩主・長和の婿養子となる。同年9月18日、上洛する。明治2年7月2日、従五位下主殿頭に叙任する。明治6年7月20日、離縁となる。なお、家督を相続することはなかった。